# Ріно Рейнджерс
Футбольний клуб Ріно Рейнджерс або просто Ріно Рейнджерс (англ. Rhino Rangers Football Club) — професіональний танзанійський футбольний клуб з міста Табора.

## Історія
У сезоні 2013/14 років посів останнє 14-те місце в танзанійській Прем'єр-лізі та понизився в класі. Починаючи з сезону 2014/15 років виступав у Першому дивізіоні чемпіонату Танзанії.